# Malattie trasmesse da zanzare
Le malattie trasmesse dalle zanzare sono malattie nell'uomo o in altri vertebrati causate da batteri, virus, protozoi o elminti trasmessi dalle zanzare. Le zanzare possono trasmettere l'agente patogeno senza soffrirne.
Si stima che nel mondo quasi 700 milioni di persone, con oltre un milione di morti, ogni anno siano colpite da una malattia trasmessa dalle zanzare.
Gli agenti patogeni possono essere trasmessi anche per altre vie, ad esempio nelle emotrasfusioni, ma la trasmissione con il morso/puntura della zanzara durante il suo pasto di sangue è quella più frequente.

## Le zanzare
Le zanzare si trovano in tutto il mondo tranne in luoghi che sono permanentemente congelati. Si conoscono circa 3.500 specie, di cui quasi i tre quarti sono native delle umide aree dei tropici e subtropicali. Le più grandi popolazioni di singole specie si trovano nella tundra artica, dove ogni estate con lo scioglimento della neve una singola covata può produrre numeri colossali. In quasi tutte le specie di zanzare, la femmina ottiene la proteina di cui ha bisogno per lo sviluppo delle sue uova nutrendosi del sangue di vertebrati. Alcune specie sono altamente selettive, limitandosi a uno o a poche specie ospiti, strettamente correlate.
Il pasto di sangue è facilitato da una complessa secrezione salivare. È l'iniezione diretta di questo fluido nei capillari degli animali ospiti che consente il trasferimento dell'agente patogeno tra i diversi ospiti vertebrati.
Il morso della zanzara per un pasto di sangue è la componente chiave delle interazioni tra il vettore e l'umano. Durante l'infezione della zanzara femmina, parassiti o virus avanzano dal sangue all’intestino prima di raggiungere le ghiandole salivari. Tuttavia, l'apparato boccale del vettore è più di una semplice siringa, che consente alla zanzara di nutrirsi e potenzialmente di trasmettere microbi ai vertebrati. Infatti, durante i morsi, la zanzara inietta la saliva, che ha un'importante azione fisiologica che consente alla zanzara di consumare tranquillamente un pasto di sangue. Queste sostanze hanno sostanziali attività anti-emostatiche, antinfiammatorie e immunitarie che aiutano la zanzara nel processo di alimentazione. Alcuni di questi composti salivari sono essenziali per il ciclo vita degli agenti patogeni e partecipano al sistema immunitario delle zanzare. Le zanzare che trasportano arbovirus rimangono in buona salute perché il loro sistema immunitario riconosce i virioni come particelle estranee e, escludendo la codifica genetica del virus, lo rendono inerte.

### Reazione alla puntura
La reazione al morso di una zanzara varia da individuo a individuo ed in funzione della età. La fase di alimentazione di una zanzara spesso non viene rilevata o percepita. Il morso diventa evidente solo a causa della reazione immunitaria che provoca. 
Quando una zanzara morde un essere umano, inietta saliva e anticoagulanti. Per un dato individuo, il morso iniziale in genere non induce alcuna reazione, ma con i successivi morsi il sistema immunitario del corpo sviluppa anticorpi e l'area del morso diventa infiammata e pruriginosa entro 24 ore. Questa è una reazione tipica nei bambini piccoli.
Con più morsi, aumenta la sensibilità del sistema immunitario umano e appare un gonfiore con arrossamento, associato a prurito, nel breve tempo in cui la risposta immunitaria dilata ed apre i capillari e i liquidi si è accumulano sotto la pelle. 
Alcuni adulti possono diventare insensibili alle zanzare e avere poca o nessuna reazione ai loro morsi, mentre altri possono diventare iper-sensibili con la comparsa di vesciche, lividi e importanti reazioni allergiche; una risposta nota come sindrome di Skeeter.

## Epidemiologia
Solo alcune malattie trasmesse dalle zanzare hanno rilevanza sanitaria a livello globale.
Nonostante decenni di profilassi, la malaria è stata responsabile di 207 milioni di casi e 627.000 morti nel 2013. La dengue, causata da un flavivirus trasmesso dal morso di femmine infette di zanzare Aedes, è la malattia trasmessa da zanzare più diffusa al mondo e attualmente colpisce più di 100 paesi con un massimo di 390 milioni di casi all'anno. Si stima che le malattie trasmesse dalle zanzare, tra cui l'encefalite giapponese, il virus del Nilo occidentale, la Chikungunya e la filariosi linfatica, comportino il 90% degli anni di vita in condizioni di disabilità causati da malattie trasmesse da vettori e comportino un drammatico tributo alla salute e allo sviluppo socioeconomico nelle aree afflitte.

## Agenti infettivi
I tipici agenti infettivi che possono essere trasmessi dalle zanzare sono: 
- Protozoi: quattro diverse specie di protozoi (Plasmodium falciparum, Plasmodium malariae, Plasmodium ovale e Plasmodium vivax) causano la malaria.
- Larve: alcune miasi, parassitosi da ditteri, sono trasmesse all'uomo o all'animale dalle zanzare. Le uova della Dermatobia hominis si attaccano all'addome di una zanzara ematofaga e quando la zanzara preleva un pasto di sangue da un essere umano o animale, il calore corporeo dell'ospite vertebrato induce la schiusa delle larve.[7]
- Virus: i virus trasportati da artropodi come le zanzare o le zecche sono noti collettivamente come arbovirus. Quelli che possono essere trasportati dalle zanzare sono centinaia, nominati in genere con i toponimi delle località o aree geografiche dove la patologia è stata individuata (ad esempio foresta Zika, Toscana, foresta Semliki, Nilo occidentale, ecc.). Ogni virus ha le sue specie di zanzare vettrici privilegiate ed ogni zanzara ha le sue specie di animali ospiti o serbatoio privilegiati. La relazione tra virus, specie della zanzara vettrice, specie del vertebrato ospite è complessa.[8][9][10][11][12]
- Batteri: alcune zanzare possono inoculare nell'uomo o nell'animale i batteri Francisella tularensis responsabili della tularemia.
- Vermi: la filariasi può essere causata da elminti nematodi, Wuchereria bancrofti o Brugia malayi, trasmessi dal morso della zanzara.

### Principali malattie
Le principali malattie trasmesse dalle zanzare, anche all'uomo, sono
- Malaria
- Chikungunya
- Filariasi
- Dirofilariasi
- Dengue
- Zika
- Febbre del Nilo occidentale
- Febbre gialla
- Febbre della Rift Valley
- Encefalite giapponese
- Encefalite di Saint Louis
- Encefalite LaCrosse
- Encefalite equina orientale
- Encefalite equina occidentale
- Encefalite equina venezuelana
- Febbre di Ross River
- Febbre da Barmah Forest

## Profilassi
L'elevato onere sociale delle malattie trasmesse dalle zanzare è legato anche alla mancanza di un trattamento efficace e ad una crescente resistenza di agenti patogeni e zanzare vettrici ai farmaci e agli insetticidi disponibili. Le strategie di profilassi specifica sono limitate. Pertanto,  l'intervento sulla infettività delle zanzare e degli agenti patogeni è attualmente la strategia più appropriata per limitare o interrompere la trasmissione delle malattie.
La prevenzione si concentra sulla riduzione delle popolazioni di zanzare adulte, sul controllo delle larve di zanzara e sulla protezione delle persone dalle punture di zanzara. A seconda della specie della zanzara vettrice e della comunità interessata, è possibile implementare una varietà di metodi di prevenzione contemporaneamente.

### Profilassi comportamentale
Esistono vari metodi che un individuo può utilizzare per proteggersi dalle punture di zanzara oltre all'applicazione sulla pelle esposta di prodotti repellenti: DEET o icaridina. Analoghi repellenti dovrebbero essere applicati sulle zanzariere. Si possono indossare indumenti che riducono le aree esposte alle zanzare:  maniche e pantaloni lunghi. Si può evitare di esporsi nelle ore in cui le zanzare sono più attive: dal tramonto all'alba. 

### Profilassi ambientale e biologica
Il clima influenza pesantemente le zanzare vettrici delle malattie. I modelli climatici influenzano la durata della vita delle zanzare e il tasso e la frequenza della riproduzione. Gli impatti del cambiamento climatico sono stati di grande interesse per coloro che studiano queste malattie e i loro vettori. Inoltre, il clima influisce sui modelli di alimentazione del sangue delle zanzare e sui periodi di incubazione estrinseca. L'influenza del clima offrirebbe ai ricercatori la capacità di prevedere con precisione il ciclo annuale delle malattie, ma la recente variabilità del clima ha compromesso tale precisione.
Drenare o coprire i recipienti dell'acqua, sia all'interno che all'esterno, è anche un metodo di prevenzione semplice ma efficace. La rimozione di detriti e pneumatici, la pulizia degli scarichi e la pulizia delle grondaie aiutano il controllo delle larve e riducono il numero di zanzare adulte.
Rientra nella profilassi ambientale la disinfestazione dell’area verdi a rischio con insetticidi, normalmente piretroidi, tramite interventi sia adulticidi che larvicidi, sia sul suolo pubblico che nelle proprietà private.
Per il controllo e limitazione della popolazione di zanzare vettrici è stato sperimentato anche l'inserimento di zanzare modificate geneticamente o sterili. Progressi nel controllo biologico degli arbovirus in molte specie di insetti, come la Drosophila melanogaster, sono stati fatti verificando come negli insetti comprese alcune zanzare vettrici crescesse la resistenza al virus del Nilo occidentale quando erano precedentemente infettati da batteri  Wolbachia pipientis .

### Profilassi specifica
La chemioprofilassi di alcune malattie trasmesse da zanzare si basa sul principio secondo il quale si raggiunge e si mantiene una concentrazione plasmatica di un farmaco a livelli troppo bassi per essere curativi ma sufficienti a impedire che si sviluppi la malattia dopo una puntura della zanzara. Tale concentrazione deve essere mantenuta per tutto il periodo in cui si è potenzialmente esposti alla malattia, cioè per tutto il periodo di permanenza in zona dove la malattia endemica e fino almeno a 4 settimane dopo il ritorno. Solitamente si inizia la profilassi per tempo, 1 o 2 settimane prima di partire.
Sono stati sviluppati vaccini per la febbre gialla e per l'encefalite giapponese. L'Organizzazione Mondiale della Sanità (OMS) riferisce che 105 milioni di persone sono state vaccinate per la febbre gialla nell'Africa occidentale dal 2000 al 2015.